# Командующие Черноморским флотом
Список командующих Черноморским флотом с момента его создания, в зависимости от принадлежности к государствам.

## Главноначальствующие над Черноморским Флотом

### По званию Екатеринославского и Таврического генерал-губернатора
| Имя                                         | Изображение | Звание                   | Годы жизни | Командование | Дополнение |
| Григорий Александрович Потемкин-Таврический |             | генерал-фельдмаршал      | 1739—1791  | 1783—1791    |            |
| Платон Александрович Зубов                  |             | генерал-фельдцейхмейстер | 1767—1822  | 1793—1796    |            |

### По званию Главнокомандующего Южной армией
| Имя                      | Изображение | Звание  | Годы жизни | Командование | Дополнение |
| Павел Васильевич Чичагов |             | адмирал | 1767—1849  | 1811—1812    |            |

### По званию Главнокомандующего всеми сухопутными и морскими силами в Крыму
| Имя                          | Изображение | Звание                | Годы жизни | Командование | Дополнение |
| Александр Сергеевич Меншиков |             | адмирал               | 1787—1869  | 1854—1855    |            |
| Михаил Дмитриевич Горчаков   |             | генерал от артиллерии | 1793—1861  | 1855         |            |

## Командующие флотом, председатели Черноморского адмиралтейского правления и главные командирыЧерноморского флота
| Имя                         | Изображение | Звание                   | Годы жизни | Командование | Дополнение |
| Федот Алексеевич Клокачев   |             | вице-адмирал             | 1739—1783  | 1783         | Командующий Азовской флотилией, начал перевод главной базы флотилии из Керчи в Ахтиар                                              |
| Яков Филиппович Сухотин     |             | вице-адмирал             | 1725—1790  | 1783—1785    | Главнокомандующий строящимся Черноморским флотом, находился в Херсоне                                                              |
| Николай Семенович Мордвинов |             | контр-адмирал            | 1754—1845  | 1785—1789    | |
| Марко Иванович Войнович     |             | контр-адмирал            | 1750—1807  | 1789—1790    | В 1789 объединил Азовскую и Днепровскую флотилии на Чёрном море в единый Черноморский флот.                                        |
| Фёдор Фёдорович Ушаков      |             | контр-адмирал            | 1745—1817  | 1790—1798    | Командующий Черноморским корабельным флотом                                                                                        |
| Николай Семенович Мордвинов |             | адмирал                  | 1754—1845  | 1792—1799    | Председатель Черноморского адмиралтейского правления                                                                               |
| Вилим Петрович Фондезин     |             | адмирал                  | 1740—1826  | 1799—1802    | |
| Иван Иванович Траверсе      |             | адмирал                  | 1754—1831  | 1802—1811    | |
| Роман Романович Галл        |             | адмирал                  |            | 1811         | ВРИД |
| Николай Львович Языков      |             | вице-адмирал             |            | 1811—1816    | С 1809-го до 1811 г. за отсутствием маркиза де-Траверсе исполнял его должность                                                     |
| Алексей Самуилович Грейг    |             | адмирал                  | 1775—1845  | 1816—1833    | |
| Михаил Петрович Лазарев     |             | адмирал генерал-адъютант | 1788—1851  | 1834—1851    | С 1832-го по 1834 г. за отсутствием адмирала Грейга исполнял его должность в звании начальника штаба Черноморского флота и портов. |
| Мориц Борисович Берг        |             | адмирал                  | 1776—1860  | 1851—1855    | |

## Заведующие морской частью в Николаеве
| Имя                         | Изображение | Звание        | Годы жизни | Командование                | Дополнение |
| Николай Фёдорович Метлин    |             | вице-адмирал  | 1804—1884  | сентябрь 1855— декабрь 1855 |            |
| Александр Иванович Панфилов |             | вице-адмирал  | 1808—1874  | январь 1856— август 1856    |            |
| Григорий Иванович Бутаков   |             | контр-адмирал | 1820—1882  | август 1856 — январь1860    |            |

## Главный командир Николаевского порта
| Имя                           | Изображение | Звание       | Годы жизни | Командование | Дополнение |
| Богдан Александрович Глазенап |             | вице-адмирал | 1811—1892  | 1860—1871    |            |

## Главные командиры Черноморского флота и портов
| Имя                                   | Изображение | Звание                   | Годы жизни | Командование                         | Дополнение                                                                            |
| Николай Андреевич Аркас               |             | адмирал генерал-адъютант | 1816—1881  | 1871—1881                            |                                                                                       |
| Михаил Павлович Манганари             |             | адмирал                  | 1804—1887  | 1881—1882                            |                                                                                       |
| Алексей Алексеевич Пещуров            |             | вице-адмирал             | 1834—1891  | 1882—1890                            |                                                                                       |
| Роман (Рейнгольд) Андреевич Гренквист |             | контр-адмирал            |            | 1890                                 | ВРИД                                                                                  |
| Николай Васильевич Копытов            |             | вице-адмирал             |            | 1891—1898                            |                                                                                       |
| Евгений Иванович Алексеев             |             | вице-адмирал             | 1843—1917  | 1898                                 | ВРИД                                                                                  |
| Сергей Петрович Тыртов                |             | вице-адмирал             |            | 6 мая 1898—1903                      |                                                                                       |
| Яков Аполлонович Гильтебрандт         |             | вице-адмирал             | 1842—1915  | 1903                                 | ВРИД                                                                                  |
| Николай Илларионович Скрыдлов         |             | вице-адмирал             | 1844—1918  | 1903—1904                            |                                                                                       |
| Александр Христианович Кригер         |             | вице-адмирал             |            | 1 июня — 1 августа 1905              | ВРИД                                                                                  |
| Григорий Павлович Чухнин              |             | вице-адмирал             | 1848—1906  | 1904— 28 июня 1906, убит в должности |                                                                                       |
| Иван Константинович Григорович        |             | контр-адмирал            | 1853—1930  | июнь 1906                            | ВРИД                                                                                  |
| Николай Илларионович Скрыдлов         |             | вице-адмирал             | 1844—1918  | июль 1906—1907                       |                                                                                       |
| Генрих Фаддеевич Цывинский            |             | контр-адмирал            | 1855—1938  | 1907                                 | ВРИД                                                                                  |
| Роберт Николаевич Вирен               |             | контр-адмирал            | 1856—1917  | 1907—1908                            | «исправляющий должность главного командира Черноморского флота и портов Чёрного моря» |

## Начальник Морских сил Чёрного моря
| Имя                    | Изображение | Звание       | Годы жизни | Командование | Дополнение |
| Иван Фёдорович Бострем |             | вице-адмирал | 1857—1934  | 1908—1909    |            |

## Начальник действующего флота Чёрного моря
| Имя                           | Изображение | Звание       | Годы жизни | Командование | Дополнение |
| Владимир Симонович Сарнавский |             | вице-адмирал | 1855—1916  | 1909—1911    |            |

## Командующие Морскими силами Чёрного моря
| Имя                        | Изображение | Звание        | Годы жизни | Командование | Дополнение |
| Иван Федорович Бострем     |             | вице-адмирал  | 1857—1934  | 1911         |            |
| Павел Иванович Новицкий    |             | контр-адмирал |            | 1911         | ВРИД       |
| Андрей Августович Эбергард |             | адмирал       | 1856—1919  | 1911—1914    |            |

## Командующие флотом Чёрного моря
| Имя                           | Изображение | Звание                                                     | Годы жизни | Командование              | Дополнение |
| Андрей Августович Эбергард    |             | адмирал                                                    | 1856—1919  | 1914—1916                 |            |
| Александр Васильевич Колчак   |             | вице-адмирал                                               | 1874—1920  | 28 июня 1916— 7 июня 1917 |            |
| Вениамин Константинович Лукин |             | контр-адмирал                                              |            | 7 июня — 18 июля 1917     | ВРИД       |
| Александр Васильевич Немитц   |             | Капитан 1-го ранга, контр-адмирал (произведён в должности) | 1879—1967  | 18 июля — 13 декабря 1917 |            |

## Начальники Морских сил Чёрного моря
| Имя                         | Изображение | Звание                         | Годы жизни | Командование           | Дополнение |
| Михаил Павлович Саблин      |             | военмор бывший контр-адмирал   | 1869—1920  | 22 марта — 4 июня 1918 |            |
| Александр Иванович Тихменев |             | военмор бывший капитан I ранга |            | 4—17 июня 1918         |            |

## КомандующиеУкраинским флотом (1917—1919)
| Имя                             | Изображение | Звание                       | Годы жизни | Командование               | Дополнение                                               |
| Михаил Павлович Саблин          |             | военмор бывший контр-адмирал | 1869—1920  | 29 апреля — 1 мая 1918     |                                                          |
| Михаил Михайлович Остроградский |             | контр-адмирал                |            | 1 мая — 29 июля 1918       | командующий Украинским Черноморским Флотом в Севастополе |
| Вячеслав Евгеньевич Клочковский |             | контр-адмирал                | 1873—1930  | 29 июля -конец ноября 1918 | исполняющий обязанности командующего Черноморским Флотом |
| Николай Лаврентьевич Максимов   |             | капитан 1 ранга              | 1880—1961  |                            | и. о. морского министра Украинской Державы               |

## КомандующиеЧерноморским флотом (белые)
| Имя                            | Изображение | Звание       | Годы жизни | Командование                     | Дополнение |
| Василий Александрович Канин    |             | адмирал      | 1862—1927  | 26 ноября 1918 — 25 марта 1919   |            |
| Михаил Павлович Саблин         |             | вице-адмирал | 1869—1920  | 25 марта 1919 — 20 августа 1919  |            |
| Дмитрий Всеволодович Ненюков   |             | вице-адмирал | 1869—1929  | 20 августа 1919 — 8 февраля 1920 |            |
| Михаил Павлович Саблин         |             | вице-адмирал | 1869—1920  | 8 февраля 1920 — 17 февраля 1920 |            |
| Александр Михайлович Герасимов |             | вице-адмирал | 1861—1931  | 17 февраля 1920 — 19 апреля 1920 |            |
| Михаил Павлович Саблин         |             | вице-адмирал | 1869—1920  | 19 апреля 1920 — 12 октября 1920 |            |
| Михаил Александрович Кедров    |             | вице-адмирал | 1878—1945  | 12 октября — 3 декабря 1920      |            |

## КомандующиеРусской эскадрой
| Имя                         | Изображение | Звание        | Годы жизни | Командование                    | Дополнение                                |
| Михаил Александрович Кедров |             | вице-адмирал  | 1878—1945  | 3 декабря 1920 — 3 января 1921  | в Константинополе и на переходе в Бизерту |
| Михаил Андреевич Беренс     |             | контр-адмирал | 1879—1943  | 3 января 1921 — 29 октября 1924 | в Бизерте                                 |

## Командующие Красным флотом Украинской ССР
| Имя                           | Изображение | Звание                         | Годы жизни  | Командование     | Дополнение              |
| Александр Иванович Шейковский |             | военмор бывший капитан I ранга | 1880 — 1933 | апрель-июль 1919 | Перешел на сторону ВСЮР |

## Начальник Морских и Речных сил Юго-Западного фронта
| Имя                        | Изображение | Звание                      | Годы жизни  | Командование  | Дополнение |
| Николай Федорович Измайлов |             | военмор бывший унтер-офицер | 1891 — 1971 | март-май 1920 |            |

## Начальники Морских сил Чёрного и Азовского морей
| Имя                              | Изображение | Звание                           | Годы жизни | Командование              | Дополнение |
| Алексей Владимирович Домбровский |             | военмор бывший капитан I ранга   | 1882—1954  | май-октябрь 1920          |            |
| Эдуард Самуилович Панцержанский  |             | военмор бывший старший лейтенант | 1887—1937  | ноябрь 1920 — ноябрь 1921 |            |

## Начальники Морских сил Чёрного моря
| Имя                          | Изображение | Звание                           | Годы жизни  | Командование            | Дополнение |
| Андрей Семенович Максимов    |             | военмор бывший вице-адмирал      | 1866—1951   | ноябрь 1921 — июль 1922 |            |
| Александр Карлович Векман    |             | военмор, бывший капитан II ранга | 1884 — 1955 | июль 1922 — май 1924    |            |
| Михаил Владимирович Викторов |             | военмор бывший лейтенант         | 1894—1938   | май-декабрь 1924        |            |

## Командующие Морскими силами Чёрного моря
| Имя                             | Изображение | Звание                              | Годы жизни | Командование                  | Дополнение |
| Эдуард Самуилович Панцержанский |             | военмор бывший старший лейтенант    | 1887—1937  | декабрь 1924 — октябрь 1926   |            |
| Владимир Митрофанович Орлов     |             | военмор, бывший мичман              | 1895—1938  | октябрь 1926 — июнь 1931      |            |
| Иван Кузьмич Кожанов            |             | военмор, бывший «черный» гардемарин | 1897— 1938 | 11 июня 1931 — 11 января 1935 |            |

## КомандующиеЧерноморским флотом ВМФ СССР
| Имя                                   | Изображение | Звание                   | Годы жизни | Командование                     | Дополнение                                                              |
| Иван Кузьмич Кожанов                  |             | флагман флота 2 ранга    | 1897— 1938 | 11 января 1935 — 15 августа 1937 |                                                                         |
| Пётр Иванович Смирнов—Светловский     |             | флагман флота 2 ранга    | 1897—1940  | 15 августа — 30 декабря 1937     |                                                                         |
| Иван Степанович Юмашев                |             | флагман флота 2-го ранга | 1895—1972  | январь 1938 — март 1939          |                                                                         |
| Филипп Сергеевич Октябрьский (Иванов) |             | вице-адмирал             | 1899—1969  | 25 марта 1939 — 23 апреля 1943   |                                                                         |
| Лев Анатольевич Владимирский          |             | вице-адмирал             | 1903—1973  | 24 апреля 1943 — 10 марта 1944   |                                                                         |
| Николай Ефремович Басистый            |             | вице-адмирал             | 1898—1971  | 10-28 марта 1944                 | ВРИО                                                                    |
| Филипп Сергеевич Октябрьский (Иванов) |             | вице-адмирал             | 1899—1969  | 28 марта 1944 — 18 ноября 1948   | январь-апрель 1945 года ВРИО — вице-адмирал Басистый, Николай Ефремович |
| Николай Ефремович Басистый            |             | адмирал                  | 1898—1971  | 18 ноября 1948 — 2 августа 1951  |                                                                         |
| Сергей Георгиевич Горшков             |             | адмирал                  | 1910—1988  | 2 августа 1951 — 12 июля 1955    |                                                                         |
| Виктор Александрович Пархоменко       |             | вице-адмирал             |            | 12 июля — 8 декабря 1955         |                                                                         |
| Владимир Александрович Андреев        |             | адмирал                  |            | 8 — 15 декабря 1955              | ВРИО                                                                    |
| Владимир Афанасьевич Касатонов        |             | адмирал                  | 1910—1989  | 15 декабря 1955 — 3 февраля 1962 |                                                                         |
| Серафим Евгеньевич Чурсин             |             | адмирал                  |            | 3 февраля 1962 — 9 декабря 1968  |                                                                         |
| Виктор Сергеевич Сысоев               |             | адмирал                  | 1915—1994  | 9 декабря 1968 — 7 марта 1974    |                                                                         |
| Николай Иванович Ховрин               |             | адмирал                  | 1922—2008  | 7 марта 1974 — 22 апреля 1983    |                                                                         |
| Алексей Михайлович Калинин            |             | адмирал                  |            | 22 апреля 1983 — 26 июля 1985    |                                                                         |
| Михаил Николаевич Хронопуло           |             | адмирал                  |            | 26 июля 1985 — октябрь 1991      |                                                                         |

## КомандующиеЧерноморским флотом ВМФ России
| Имя                             | Изображение | Звание       | Годы жизни | Командование                 | Дополнение |
| Игорь Владимирович Касатонов    |             | адмирал      |            | октябрь 1991 — сентябрь 1992 |            |
| Виталий Петрович Ларионов       |             | вице-адмирал | 1937—2022  | сентябрь 1992 — январь 1993  | врио       |
| Эдуард Дмитриевич Балтин        |             | адмирал      | 1936—2008  | январь 1993— февраль 1996    |            |
| Виктор Андреевич Кравченко      |             | адмирал      | род. 1943  | февраль 1996 — июль 1998     |            |
| Владимир Петрович Комоедов      |             | адмирал      | род. 1950  | июль 1998 — октябрь 2002     |            |
| Владимир Васильевич Масорин     |             | адмирал      | род. 1947  | октябрь 2002 — февраль 2005  |            |
| Александр Аркадьевич Татаринов  |             | адмирал      | род. 1950  | февраль 2005 — июль 2007     |            |
| Александр Дмитриевич Клецков    |             | вице-адмирал | род. 1955  | июль 2007 — июль 2010        |            |
| Владимир Иванович Королёв       |             | вице-адмирал | род. 1955  | июль 2010 — июнь 2011        |            |
| Александр Николаевич Федотенков |             | вице-адмирал | род. 1959  | июнь 2011 — апрель 2013      |            |
| Александр Викторович Витко      |             | адмирал      | род. 1961  | апрель 2013 — май 2018       |            |
| Александр Алексеевич Моисеев    |             | вице-адмирал | род. 1962  | июнь 2018 — май 2019         |            |
| Игорь Владимирович Осипов       |             | адмирал      | род. 1973  | май 2019 — август 2022       |            |
| Виктор Николаевич Соколов       |             | адмирал      | род. 1962  | август 2022 — февраль 2024   |            |
| Сергей Михайлович Пинчук        |             | вице-адмирал | род. 1971  | с февраля 2024               |            |